# Büttikofers zanger
Büttikofers zanger (Cincloramphus bivittatus synoniem: Buettikoferella bivittata) is een zangvogel uit de familie Locustellidae. De Nederlandse naam en de tot 2018 gangbare geslachtsnaam Buettikoferella voor deze soort verwijst naar de Zwitserse ornitholoog Johann Büttikofer die in Nederland werkzaam was.

## Verspreiding en leefgebied
Deze soort komt voor op Timor en de Kleine Soenda-eilanden.

## Status
De grootte van de populatie is niet gekwantificeerd maar de soort wordt omschreven als plaatselijk algemeen. Op de Rode lijst van de IUCN heeft deze soort de status niet bedreigd.